# Gérard Simon (historien)
Pour les articles homonymes, voir Simon et Gérard Simon.
Gérard Simon, né le 21 janvier 1931 à Paris et mort dans cette même ville le 22 juin 2009, est un historien des sciences français.

## Formation et carrière
Ancien élève du lycée Louis-le-Grand, il intègre l'École normale supérieure en 1951. À l'épreuve de philosophie, il se classe 19e sur 378, puis 30e sur 78 à l'épreuve orale. Parmi ses condisciples de la promotion 1951 : Pierre Bourdieu, Bernard Bourgeois, Gérard Genette, Paul Veyne ou Pierre Juquin. Il suit les cours de Louis Althusser et Michel Foucault et soutient en Sorbonne, en 1953, sous la direction de Gaston Bachelard, un mémoire de DES de philosophie intitulé L'apport de la Dioptrique de Descartes aux idées scientifiques du XVIIe siècle et obtient la mention Bien. Il échoue à l'agrégation de philosophie mais devient certifié. Il enseigne alors aux lycées de Saint-Amand-Montrond dans le Cher puis, en octobre 1955, à celui de Wassy en Haute-Marne.
Reçu à l' agrégation de philosophie en 1962, il est nommé au lycée Faidherbe de Lille. En 1966, il devient assistant à la faculté des lettres de Lille et adhère au SNESup.
Sous la direction de Ferdinand Alquié, il consacre sa thèse de doctorat à Kepler, soutenue le 8 juin 1976 à l'université de Paris IV sous le titre Structures de pensées et objets de savoir chez Kepler (publiée en 1979 chez Gallimard sous le titre Kepler astronome astrologue). Devenu professeur de philosophie à l'Université Lille III, il fonde avec Noël Mouloud le Centre de recherche sur l’analyse et la théorie des savoirs.
Ses archives sont déposées à l'École normale supérieure, au Centre d'archives de philosophie, d'histoire et d’édition des sciences (CAPHÉS, UMS 3610).

## Militantisme
Gérard Simon adhère au Parti communiste français en février 1951, dans la section du Ve arrondissement de Paris, à la cellule des élèves du lycée Louis-le-Grand. À la fin de l'année 1951, il devient secrétaire de la cellule communiste de l'École normale supérieure. Militant du SNESup, Gérard Simon fut élu au Comité national des Universités. Il quitte le Parti communiste français en 1979 pour protester contre l’approbation par la direction du PCF de l’intervention soviétique en Afghanistan.

## Apport scientifique
L'originalité de Gérard Simon est de proposer une pratique de l'épistémologie et de l'histoire des sciences aux antipodes de celle de Gaston Bachelard. Pour Gérard Simon, l'inscription culturelle des sciences est fondamentale : son travail ne consiste pas à opposer une alchimie préscientifique à une chimie devenue scientifique en insistant sur une coupure épistémologique. Au contraire, il s'agit d'étudier un savoir en devenir, qui peut prendre la forme de l'alchimie à une époque donnée, puis de la chimie  à partir d'une certaine époque. En Kepler, il n'y a pas lieu d'opposer l'astrologue et l'astronome, puisque les deux coexistent ensemble. Il s'agit d'étudier les conditions de possibilité, les structures du savoir consacré aux astres au début du XVIIe siècle : ce savoir prend parfois la forme de l'astrologie, parfois de l'astronomie. Certains travaux (rédaction d'almanachs et de calendriers) nécessitent d'ailleurs une compétence d'astronome jointe à une compétence d'astrologue.
La pratique historienne de Gérard Simon a contribué à réhabiliter le travail du Kepler astrologue, trop souvent nié par l'historiographie positiviste. En refusant de séparer l'astrologue de l'astronome, Gérard Simon offre enfin aux historiens le moyen de comprendre ces œuvres magistrales que sont le Mysterium cosmographicum (1596) et l'Harmonice Mundi (1619).

## Œuvres
- Kepler astronome astrologue. Paris, Gallimard, 1979. (Bibliothèque des sciences humaines).  (ISBN 2-07-029971-6).
- Le regard, l'être et l'apparence dans l'optique de l'Antiquité. Paris, Seuil, 1988. (Des travaux).  (ISBN 2-02-009932-2).
- Sciences et savoirs aux XVIe et XVIIe siècles. Lille, Presses du Septentrion, 1996. (Savoirs et système de pensée. Histoire des sciences).  (ISBN 2-85939-506-7).
- Archéologie de la vision : l'optique, le corps, la peinture. Paris, Seuil, 2003. (Des travaux). 290p.  (ISBN 2-02-058091-8).
- Sciences et histoire. Paris, Gallimard, 2008. (Bibliothèque des sciences humaines).  (ISBN 978-2-07-078477-6).
- Kepler, rénovateur de l'optique ; texte édité par Delphine Bellis et Nicolas Roudet, préface d'Edouard Mehl. Paris : Classiques Garnier, 2019. (Histoire et philosophie des sciences ; 19).  (ISBN 978-2-406-08013-8).

## Critiques et recensions
- Noël Mouloud, recension de Kepler astronome astrologue dans la Revue de métaphysique et de morale, vol. 86, n° 2 (1981), p. 281-284.
- Jean Pouillon, La vérité dans son puits culturel, in : Le temps de la réflexion 1 (Paris : Gallimard, 1980), p. 419-422. <à propos de Kepler astronome astrologue>
- Numéro spécial de la Revue d'histoire des sciences, ISSN 0151-4105, vol. 60-1 (2007), consacré à Gérard Simon[7].
- Jean-Paul Thomas, Quand les symboles font avancer la connaissance, in : Le Monde des livres, 15 février 2008. <à propos de Sciences et histoire>
- Sabine Rommevaux, Gérard Simon, architecte des savoirs, in : L'Humanité, 29 juin 2009.
- Sabine Rommevaux, Gérard Simon (1930-2009), Archives internationales d'histoire des sciences, vol. 59, no 162 (2009), p. 326-328.
- Philippe Hamou, In memoriam Gérard Simon (1931-2009), Revue d'histoire des sciences, vol. 62/2 (2009), p. 511-516.
- Jacques Girault, Simon Gérard, in : Dictionnaire biographique, mouvement ouvrier, mouvement social [= Maitron], tome 11. Période 1940-1968, sous la dir. de Claude Pennetier et Paul Boulland (Paris : Éditions de l'Atelier / Éditions ouvrières, 2015), p. 340a-340b.

## Prix
- Prix Gegner 2003[8].